# 青年節型電力機車
青年節型電力機車是朝鮮民主主義人民共和國鐵道省的客貨兩用電力機車。
1981年，朝鮮鐵道省从法国購得7部Francorail-MTE CSE26-21柴油机车，其軸配置為Bo-Bo，使用ALCO的16缸柴油引擎，出力為3600匹馬力；1985年又取得5部。1980年代末和1990年代初朝鮮石油短缺，於是将这些机车的引擎拆除，加裝集電弓等設備，改造為使用3,000V直流电的電力機車；改造工作是由金鍾泰電力機車聯合企業在平壤進行。其改造成果是5400系紅旗機車（軸配置Co-Co）的原型。
青年節型電力機車的车身和底盘设计源自CSE26-21，但转向架等其他部件与早期Bo-Bo机车（如紅旗2000型）一樣。本型車有兩種外观几乎相同的版本 - 4000系和90000系。

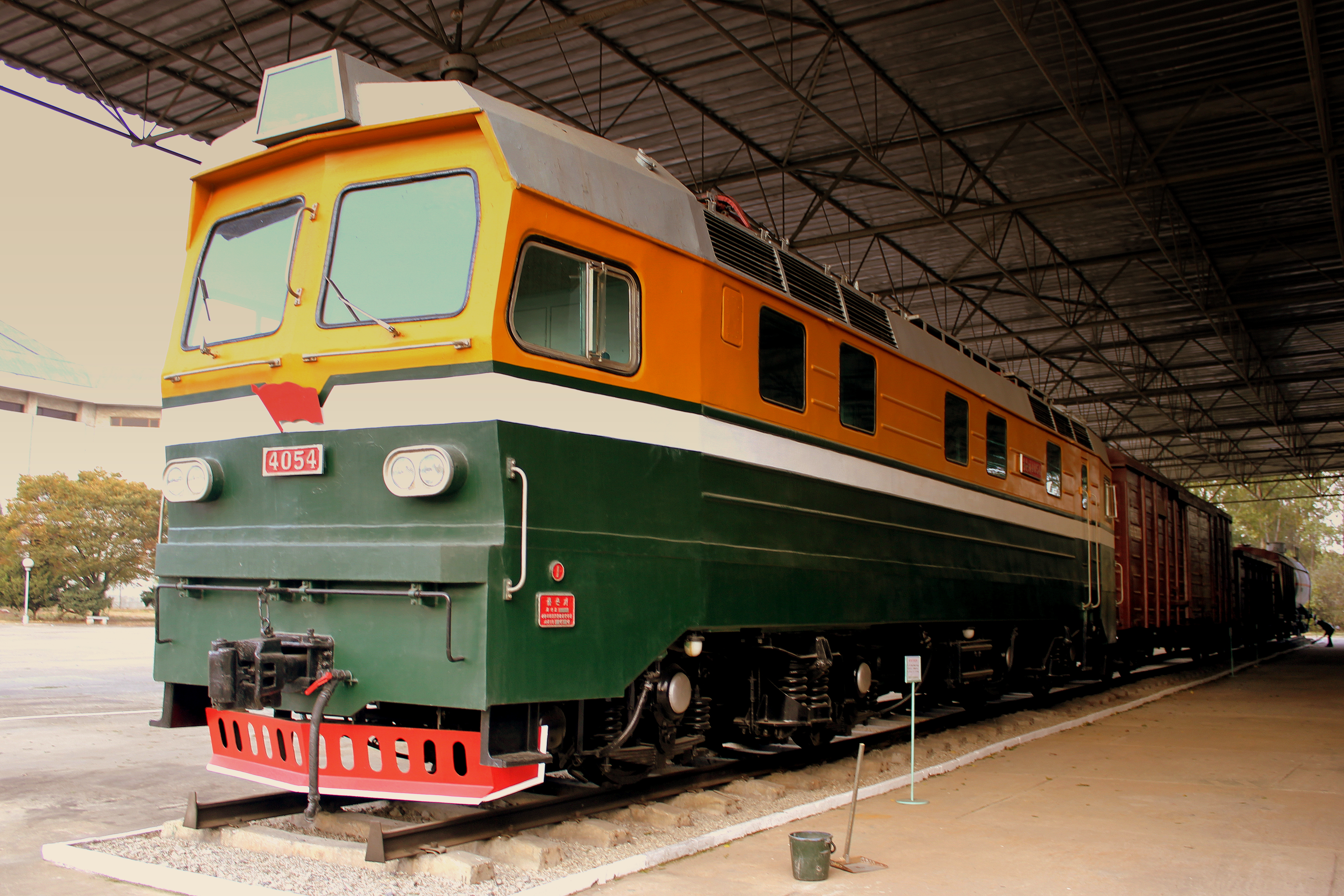
三大革命博物馆展出的4054號車

4000系机车至少製造了56輛，主要用於牽引干线货运列车，也偶爾用於牽引客運列車。大多数機車採用標準的下深綠上淺藍塗裝，但有些較新的變型採用浅绿色代替浅蓝色，也有的是紅色與奶油色塗裝。4020和4022两部車有特殊的錦江湖（금강호）铭文。4054號車被涂成独特的上黄下綠塗裝，展示在平壤的三大革命博物馆。
90000系列有一些主要用作干线旅客列车的牵引，採用標準的下深綠上淺藍塗裝。
还建造了窄轨版本，用于朝鮮鐵道省的電氣化762毫米軌距窄軌路線，採用黃色與紅色塗裝，但名称、序列号或建造编号均未知。